# Mateusz Borkowski (Volleyballspieler)
Mateusz Borkowski (* 18. Februar 2002 in Częstochowa) ist ein polnischer Volleyballspieler.

## Karriere
Borkowski begann seine Karriere bei SMS PZPS Spała. 2021/22 spielte er bei KPS Siedlce. Danach wechselte der Diagonalangreifer zu Norwid Częstochowa. 2025 wurde er vom deutschen Bundesligisten Helios Grizzlys Giesen verpflichtet.